# Renée Fleming
Renée Fleming (Indiana, Pensilvania, 14 de febrero de 1959) es una soprano lírico spinto de ópera estadounidense.

## Biografía
Considerada una de las mejores intérpretes de Mozart y Richard Strauss de su generación. Es notable intérprete del repertorio francés, como Thaïs y Manon de Massenet; también de idiomas eslavos como Rusalka en checo y Tatiana de Eugene Onegin en ruso. Ha incorporado a su repertorio óperas de Händel, Verdi, Donizetti y Rossini. 
Como recitalista se destaca como relevante intérprete de las Cuatro últimas canciones de Strauss, en la línea sucesoria de sopranos líricas de la talla de Elisabeth Schwarzkopf, Lisa della Casa y Kiri Te Kanawa.
La tesitura de su voz ha sido comparada con Victoria de los Ángeles, Eleanor Steber y Leontyne Price y según el director Georg Solti "En mi larga vida, quizás sólo dos sopranos he encontrado con tal calidad vocal, una es Renée, la otra fue Renata Tebaldi".

## Trayectoria
Fleming se crio en Rochester, estado de Nueva York. Sus padres eran profesores de canto. Estudió en la Escuela de Música Crane de la Universidad Estatal de Nueva York, en Potsdam. En sus años de estudiante, participó en un trío de jazz y cantó en un bar de la ciudad. Estudió en la Eastman School of Music de Rochester con Jan de Gaetani. 
Ganó la Beca Fulbright, estudió en Alemania y se perfeccionó con Arleen Augér y Elisabeth Schwarzkopf.
Fleming alcanzó su primer éxito en 1988 como la Condesa en Le nozze di Figaro en la Grand Opera de Houston. 
Siguieron los debuts en el Metropolitan Opera de la ciudad de Nueva York, la Ópera de San Francisco y Royal Opera House (1989), Teatro Colón de Buenos Aires (1991), La Scala (1993, Donna Elvira) y la Ópera de la Bastilla (1997 - en el papel de Manon).
Ha cantado en los más prestigiosos festivales musicales internacionales, Salzburgo, Baden Baden, Glyndebourne, Edimburgo y Bayreuth (como Eva en Los maestros cantores de Núremberg, 1996) y casas de ópera como la Wiener Staatsoper, Niza, Zúrich, Ginebra, Berlín, Múnich, Pésaro, etc.
Ha participado en los estrenos de varias óperas contemporáneas como The Ghosts of Versailles de John Corigliano, para el Metropolitan; Susannah de Floyd para la Ópera Lírica de Chicago y A Streetcar Named Desire (Un tranvía llamado deseo) de André Previn para la Ópera de San Francisco donde es una de las intérpretes favoritas, allí cantó Herodiade, Louise y en el estreno mundial de The Dangerous Liasons de Sousa junto a Thomas Hampson y Frederica von Stade dirigida por Donald Runnicles.
Además del repertorio operístico, interpreta música contemporánea, musicales y otros géneros.
Fue condecorada con la Legión de honor del gobierno francés.
Hasta 1998, estuvo casada con el actor Rick Ross, con quien tuvo sus hijas Amelia y Sage.
En el año 2000 el chef Daniel Boulud creó el postre La diva Renée en su honor.
En 2003 colaboró con Howard Shore en la banda sonora de El Señor de los Anillos como soprano principal, interpretando melodías como Twilight and Shadow,The Grace Of Undómiel, Mount Doom, The Eagles, inspirándose en las obras de Händel, para conseguir la "pureza en la línea vocal de influencia medieval que quería Howard Shore para su partitura original" .
En el 2004 publicó su libro The Inner Voice: the Making of a Singer. (2004. ISBN 978-0-14-303594-7)
A finales de 2012 colaboró con Dreamworks para interpretar Still Dream, tema de la película Rise of the Guardians (El origen de los Guardianes)
En septiembre de 2018, cantando la elegíaca balada irlandesa "Oh, Danny Boy", fue parte especial en la ceremonia funeral en honor del senador McCain.

## Repertorio
| Año (debut) | Rol                                               | Compositor           | Opera                          | Lugar                                |
| ----------- | ------------------------------------------------- | -------------------- | ------------------------------ | ------------------------------------ |
| 1978        | Laurie Moss                                       | Aaron Copland        | The Tender Land                | Crane School of Music - SUNY Potsdam |
| 1979        | Alison                                            | Gustav Holst         | The Wandering Scholar          | Crane School of Music - SUNY Potsdam |
| 1980        | Elsie Maynard                                     | Gilbert & Sullivan   | The Yeomen of the Guard        | Crane School of Music - SUNY Potsdam |
| 1981        | Zerlina                                           | Mozart               | Don Giovanni                   | Eastman School                       |
| 1982        | Anne Sexton                                       | Conrad Susa          | Transformations                | Aspen Music Festival & School        |
| 1983        | Condesa Almaviva                                  | Mozart               | Le Nozze di Figaro             | Aspen Music Festival & School        |
| 1983        | Musetta                                           | Puccini              | La Boheme                      | Juilliard Opera Center               |
| 1986        | Konstanze                                         | Mozart               | Die Entführung aus dem Serail  | Salzburg Landestheather              |
| 1986        | Frasquita                                         | Bizet                | Carmen                         | Virginia Opera                       |
| 1986        | Belle Fezziwig, Martha Cratchit, Laundress, Rosie | Thea Musgave         | A Christman Carol, The Opera   | Virginia Opera                       |
| 1987        | the Wife                                          | Menotti              | Tamu Tamu                      | Juilliard Opera Center               |
| 1988        | Thalie, Clarine, La Folie                         | Jean-Philippe Rameau | Platée                         | Piccolo Teatro Dell Opera            |
| 1988        | Pamina                                            | Mozart               | Die Zauberflöte                | Virginia Opera                       |
| 1989        | Mimi                                              | Puccini              | La Boheme                      | New York City Opera                  |
| 1989        | Dirce                                             | Cherubini            | Médée                          | Royal Opera at Covent Garden         |
| 1989        | Imogene                                           | Bellini              | Il Pirata                      | Opera Orchestra of New York          |
| 1990        | Rusalka                                           | Dvořák               | Rusalka                        | Seattle Opera                        |
| 1990        | Micaela                                           | Bizet                | Carmen                         | New York City Opera                  |
| 1990        | Lucrezia Borgia                                   | Donizetti            | Lucrezia Borgia                | Opera Orchestra of New York          |
| 1990        | María Padilla                                     | Donizetti            | María Padilla                  | Omaha Opera                          |
| 1991        | Rosina                                            | Corigliano           | The Ghosts of Versailles       | Metropolitan Opera                   |
| 1991        | Ilia                                              | Mozart               | Idomeneo                       | Tanglewood Festival                  |
| 1991        | Amina                                             | Bellini              | La Sonnambula                  | Carnegie Hall                        |
| 1991        | Thaïs                                             | Massenet             | Thaïs                          | Washington Concert Opera             |
| 1991        | Sandrina                                          | Mozart               | La Finta Giardiniera           | Paris, Salle Pleyel                  |
| 1992        | La Contessa di Folleville                         | Rossini              | Il Viaggio a Reims             | Royal Opera at Covent Garden         |
| 1992        | Fiordiligi                                        | Mozart               | Così fan tutte                 | Grand Théâtre de Genève              |
| 1992        | Anna                                              | Boieldieu            | La dame blanche                | Carnegie Hall                        |
| 1992        | Fortuna                                           | Mozart               | Il sogno di Scipione           | Alice Tully Hall, Lincoln Center     |
| 1992        | Tatyana                                           | Tchikovsky           | Eugene Onegin                  | Dallas Opera                         |
| 1993        | Armida                                            | Rossini              | Armida                         | Pesaro, Rossini Festival             |
| 1993        | Donna Elvira                                      | Mozart               | Don Giovanni                   | La Scala                             |
| 1993        | Alaide                                            | Bellini              | La Straniera                   | Carnegie Hall                        |
| 1993        | Susannah                                          | Floyd                | Susannah                       | Lyric Opera of Chicago               |
| 1993        | Lulu                                              | Alban Berg           | Lulu                           | Metropolitan Opera                   |
| 1993        | Jenůfa                                            | Leoš Janáček         | Jenůfa                         | Dallas Opera                         |
| 1994        | Desdemona                                         | Verdi                | Otello                         | Metropolitan Opera                   |
| 1994        | Ellen Orford                                      | Britten              | Peter Grimes                   | Metropolitan Opera                   |
| 1994        | Madame de Tourvel                                 | Conrad Susa          | The Dangerous Liaisons         | San Francisco Opera                  |
| 1994        | Salome                                            | Massenet             | Hérodiade                      | San Francisco Opera                  |
| 1994        | Rosmonda Clifford                                 | Donizetti            | Rosmonda d'Inghilterra         | Opera Rara                           |
| 1995        | Marschallin                                       | R. Strauss           | Der Rosenkavalier              | Houston Grand Opera                  |
| 1995        | Amelia                                            | Verdi                | Simone Boccanegra              | Royal Opera at Covent Garden         |
| 1996        | Marguerite                                        | Gounod               | Faust                          | Lyric Opera of Chicago               |
| 1996        | Donna Anna                                        | Mozart               | Don Giovanni                   | Opéra National de Paris              |
| 1996        | Eva                                               | Wagner               | Die Meistersinger von Nürnberg | Bayreuth Festival                    |
| 1997        | Manon                                             | Massenet             | Manon                          | Opéra Bastille                       |
| 1998        | Arabella                                          | R. Strauss           | Arabella                       | Houston Grand Opera                  |
| 1998        | Blanche DuBois                                    | André Previn         | A Streetcar named Desire       | San Francisco Opera                  |
| 1999        | Alcina                                            | Handel               | Alcina                         | Paris Opera                          |
| 1999        | Lousie                                            | Charpentier          | Louise                         | San Francisco Opera                  |
| 2003        | Violetta                                          | Verdi                | La Traviata                    | Houston Grand Opera                  |
| 2004        | Rodelinda                                         | Handel               | Rodelinda                      | Metropolitan Opera                   |
| 2004        | die Gräfin                                        | R. Strauss           | Capriccio                      | Palais Garnier                       |
| 2005        | Daphne                                            | R. Strauss           | Daphne                         | University of Michigan               |

## Discografía de referencia
- Adams: Harmonium - Rachmaninoff: The Bells - Atlanta Symphony Chorus & Orchestra/Renée Fleming/Robert Shaw, 1996 Telarc
- Berg: Lyric Suite - Wellesz: Sonnets by Elizabeth Barrett Browning, Op. 52 - Emerson String Quartet/Renée Fleming, 2015 Decca
- Fleming, Ravel/Messiaen/Dutilleux - Fleming/Gilbert/Ozawa, 2009/2011 Decca (nona posizione nella classifica Classical Albums) - Grammy Award “Best Classical Vocal Solo" 2013
- Dvorak, Rusalka - Ben Heppner/Czech Philharmonic Orchestra/Dolora Zajick/Eva Urbanova/Franz Hawlata/Renée Fleming/Sir Charles Mackerras, 1998 Decca
- Handel Arias - Harry Bicket/Orchestra of the Age of Enlightenment/Renée Fleming, 2004 Decca
- Mahler Berg, Sinf. n. 4/ 7 Frühen Lieder - Abbado/Fleming, 2005 Deutsche Grammophon
- Massenet, Manon - Alain Vernhes/Christophe Fel/David Levi/Delphine Haiden/Franck Ferrari/Isabelle Cals/Jael Azzaretti/Jean-Luc Chaignaud/Jesús López-Cobos/Josep Miquel Ribot/Marcelo Álvarez/Michel Senechal/Nigel Smith/Renée Fleming/Sandrine Seubille/The Orchestra and Chorus of the Opéra National de Paris, 1995 SONY BMG
- Massenet: Thaïs - Choeur de l'Opéra de Bordeaux/Orchestre national Bordeaux Aquitaine/Renée Fleming/Thomas Hampson/Yves Abel, 1995 Decca
- Mendelssohn, Elijah - Bryn Terfel/Edinburgh Festival Chorus/Orchestra of the Age of Enlightenment/Paul Daniel/Renée Fleming, 1997 Decca
- Mozart, Così fan tutte - Solti/Fleming/Otter/Bär, 1994 Decca
- Mozart, Don Giovanni - Solti/Terfel/Fleming/Murray, 1996 Decca
- Mozart Arias - Orchestra Of St Luke's/Renée Fleming/Sir Charles Mackerras, 1996 Decca
- Previn: A Streetcar Named Desire - André Previn/Renée Fleming/San Francisco Opera Orchestra, 1998 Deutsche Grammophon
- Schubert, Lieder - Christoph Eschenbach/Renée Fleming, 1997 Decca
- Strauss R., Cavaliere della rosa - Thielemann/Fleming/Hawlata, 2009 Decca
- Strauss R., Vier letzte Lieder/Arie e Lieder - Fleming/Thielemann/Münchner Philharmoniker 2008 Decca
- Strauss R., 4 Last Songs - Orchesterlieder - Der Rosenkavalier Suite - Christoph Eschenbach/Houston Symphony Orchestra/Fleming, 1996 BMG/RCA
- Strauss, Daphne - Renée Fleming/Semyon Bychkov/Symphony Orchestra of the Westdeutsche Rundfunk, 2005 Decca
- Strauss Heroines - Barbara Bonney/Christoph Eschenbach/Renée Fleming/Wiener Philharmoniker, 1999 Decca
- Verdi, Requiem - Andrea Bocelli/Ildebrando D'Arcangelo/Kirov Opera Chorus/Olga Borodina/Renée Fleming/St. Petersburg Orchestra of the Kirov Opera/Valery Gergiev, 2001 Decca
- Villa-Lobos, Forest of the Amazon - Moscow Physical and Engineering Institute Male Chorus/Renée Fleming/Alfred Heller & Moscow Radio Symphony Orchestra, 2001 Delos
- Night Songs, Renée Fleming & Jean-Yves Thibaudet - 2001 Decca
- Fleming, Arie da opere it. e francesi - Mackerras, 1999 Decca
- Fleming, Guilty pleasures - Lang-Lessing/PhO, 2012 Decca - ottava posizione nella classifica Classical Albums statunitense
- Fleming, The art of Renée Fleming - Gounod, Cilea, Puccini, Dvorak, Catalani, Gershwin, Bernstein, 1996/1997/1998/1999/2000/2003/2005/2006 Decca (quarta posizione nella classifica Classical Albums)
- Fleming, Verismo (Arie di Puccini, Mascagni, Catalani, Leoncavallo) - Armiliato/Orch. Verdi, 2009 Decca - Grammy Award for Best Classical Vocal Performance 2010
- Fleming, Bel canto - Orchestra of St Luke's, Patrick Summers, 2002 Decca - Grammy Award for Best Classical Vocal Solo 2003 - quarta posizione nella classifica Classical Albums
- Fleming, The beautiful voice (Gounod, Orff, Puccini, Strauss, Rachmaninov) - English Chamber Orchestra/Jeffrey Tate, 1998 Decca - Grammy Award for Best Classical Vocal Solo 1999 - sesta posizione nella classifica Classical Albums
- Fleming, Dark Hope - 2010 Decca - prima posizione nella classifica Classical Albums e dodicesima in Grecia
- Fleming, Sacred Songs - 2005 Decca - sesta posizione nella classifica Classical Albums
- Fleming, By Request - 2003 Decca - quarta posizione nella classifica Classical Albums
- Fleming, "Homage" - The Age of the Diva - Mariinsky Theatre Orchestra/Renée Fleming/Valery Gergiev, 2006 Decca
- Fleming, Haunted Heart - Renée Fleming, 2005 Universal
- Fleming - Renée Fleming/London Philharmonic Orchestra/Charles Mackerras, 2000 Decca
- Fleming, I Want Magic! - James Levine/Metropolitan Opera Orchestra/Renée Fleming, 1998 Decca
- Great Opera Scenes - London Symphony Orchestra/Renée Fleming/Sir Georg Solti, 1997 Decca
- Prelude To A Kiss - Domingo and Fleming - Chicago Symphony Orchestra/Daniel Barenboim/Plácido Domingo/Renée Fleming, 1999 Decca
- Renèe e Bryn, Under the stars - Fleming/Terfel, 2003 Decca - ottava posizione nella classifica Classical Albums
- Fleming, Poèmes - Ravel, Messiaen, Dutilleux - Renée Fleming/Orchestre national de France/Alan Gilbert/Orchestre philharmonique de Radio France/Seiji Ozawa, 2012 Decca
- Fleming, Christmas in New York - Wainwright/Marsalis/Botti/Porter/O'Hara/Elling/Mehldau, 2014 Decca
- Tonight - Welthits von Berlin bis Broadway (Live) - Renée Fleming/Klaus Florian Vogt/Staatskapelle Dresden/Christian Thielemann, 2014 Deutsche Grammophon

## DVD
- Ciaikovsky, Eugene Onegin - Gergiev/Fleming/Hvorostovsky, regia Robert Carsen 2007 Decca
- Dvorak, Rusalka - Nézet-Séguin/Fleming/Beczala, 2015 Decca
- Dvorak: Rusalka (Paris National Opera, 2002) - Renée Fleming/James Conlon, Arthaus Musik/Naxos
- Haendel, Rodelinda - Fleming/Scholl/Bicket/MET, regia Stephen Wadsworth 2011 Decca
- Lehar: The Merry Widow (Vedova Allegra) - Andrew Davis/Renée Fleming/Nathan Gunn/Kelli O'Hara/Alek Shrader/Thomas Allen/Carson Elrod/Metropolitan Opera, regia di Susan Stroman, 2015 Decca DVD
- Massenet, Thaïs - Lopez-Cobos/Fleming/Hampson, 1997 Decca
- Massenet: Manon (Paris National Opera, 2001) - Renée Fleming/Marcelo Álvarez, Arthaus Musik/Naxos
- Mozart, Don Giovanni - Levine/Fleming/Terfel, regia Franco Zeffirelli 2000 Deutsche Grammophon
- Rossini, Armida - Frizza/Fleming/Brownlee, 2010 Decca
- Strauss R, Capriccio - Davis/Fleming/Connolly, regia Peter Rosen 2011 Decca
- Strauss R: Capriccio (Paris National Opera, 2004) - Renée Fleming/Anne Sofie von Otter, Arthaus Musik/Naxos
- Strauss R, Arabella - Welser-Most/Fleming/Larsen, regia Götz Friedrich 2007 Decca
- Strauss R: Arabella (Salzburg Easter Festival, 2014) - Renée Fleming/Thomas Hampson (cantante)/Christian Thielemann, C Major/Naxos
- Strauss R, Arianna a Nasso - Thielemann/Fleming/Koch, regia Philippe Arlaud, 2012 Decca
- Strauss R, Cavaliere della rosa - Thielemann/Fleming/Hawlata, regia Herbert Wernicke 2009 Decca
- Verdi, Otello - Levine/Domingo/Fleming/Morris, 1996 Deutsche Grammophon
- Verdi, Otello - Bychkov/MET/Fleming/Botha, 2012 Decca
- Verdi, Traviata - Conlon/Fleming/Villazón, 2006 Decca
- Verdi: La traviata (Royal Opera House, 2009) - Renée Fleming/Joseph Calleja/Thomas Hampson/Antonio Pappano, regia Richard Eyre, Opus Arte/Naxos